# Кивано
Кива́но, или рога́тая ды́ня, или огуре́ц африка́нский (лат. Cucumis metulifer) — травянистая лиана семейства Тыквенные (Cucurbitaceae), вид рода Огурец (Cucumis).
Длина растения достигает трёх метров. Происходит из Африки. Выращивается ради съедобных плодов, похожих на небольшую овальную дыню с шипами.
Наиболее широко культивируется в Центральной Америке, Новой Зеландии, Израиле. Отрицательных температур растения не переносят.
Плод кивано — жёлтого, оранжевого или красного цвета с несъедобной жёсткой кожистой кожурой, покрытой мягкими шипами. Имеет зелёную, похожую на желе мякоть с бледно-зелёными семенами. Длина плода — до 15 см. Семена белые, многочисленные, длиной до 1 см.
По вкусу плод похож на огурец и банан. Может употребляться как в сладком, так и солёном виде. В солёных салатах используется с солью и перцем в лимонном соке. Также используется во фруктовых, молочных коктейлях и фруктовых напитках.

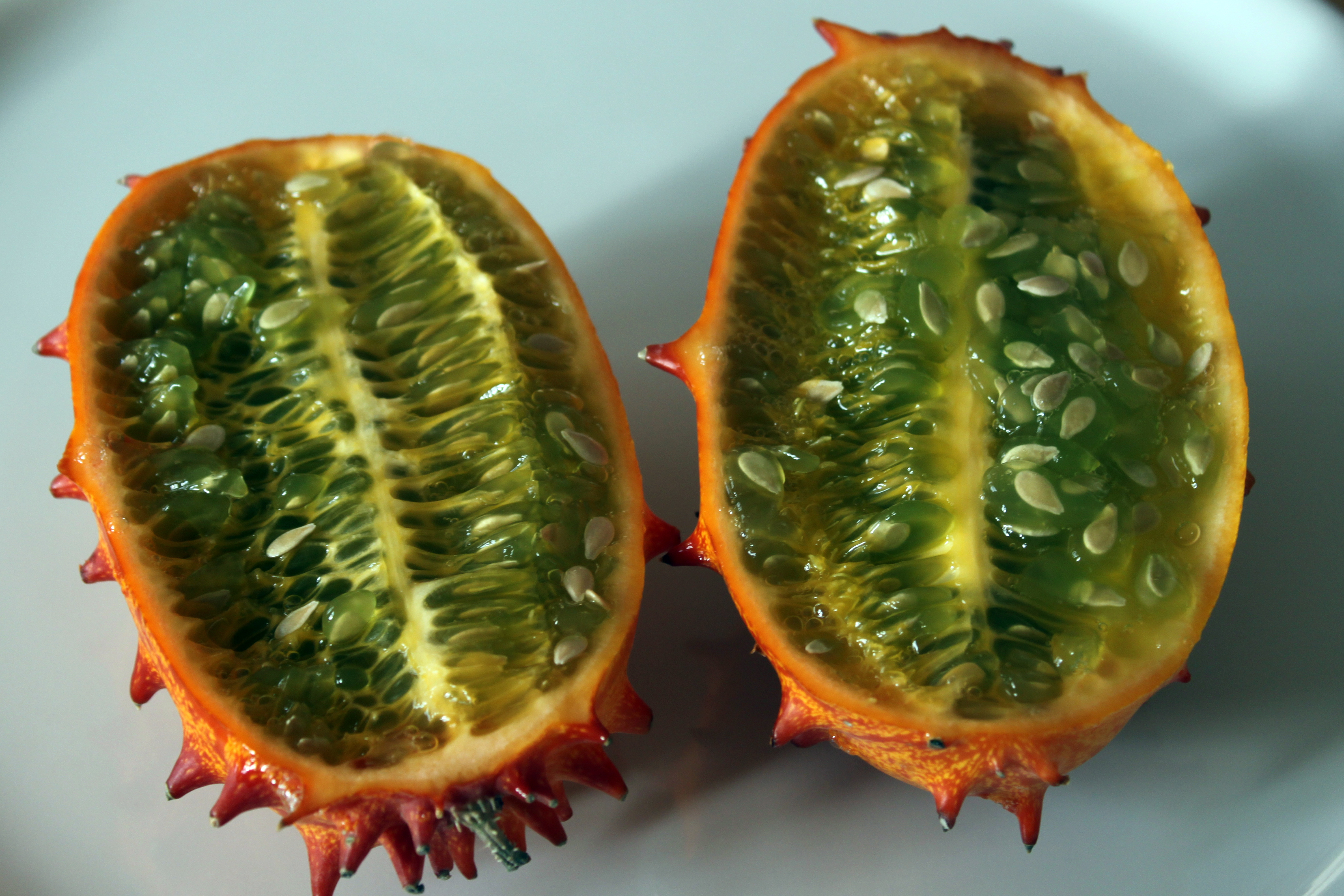
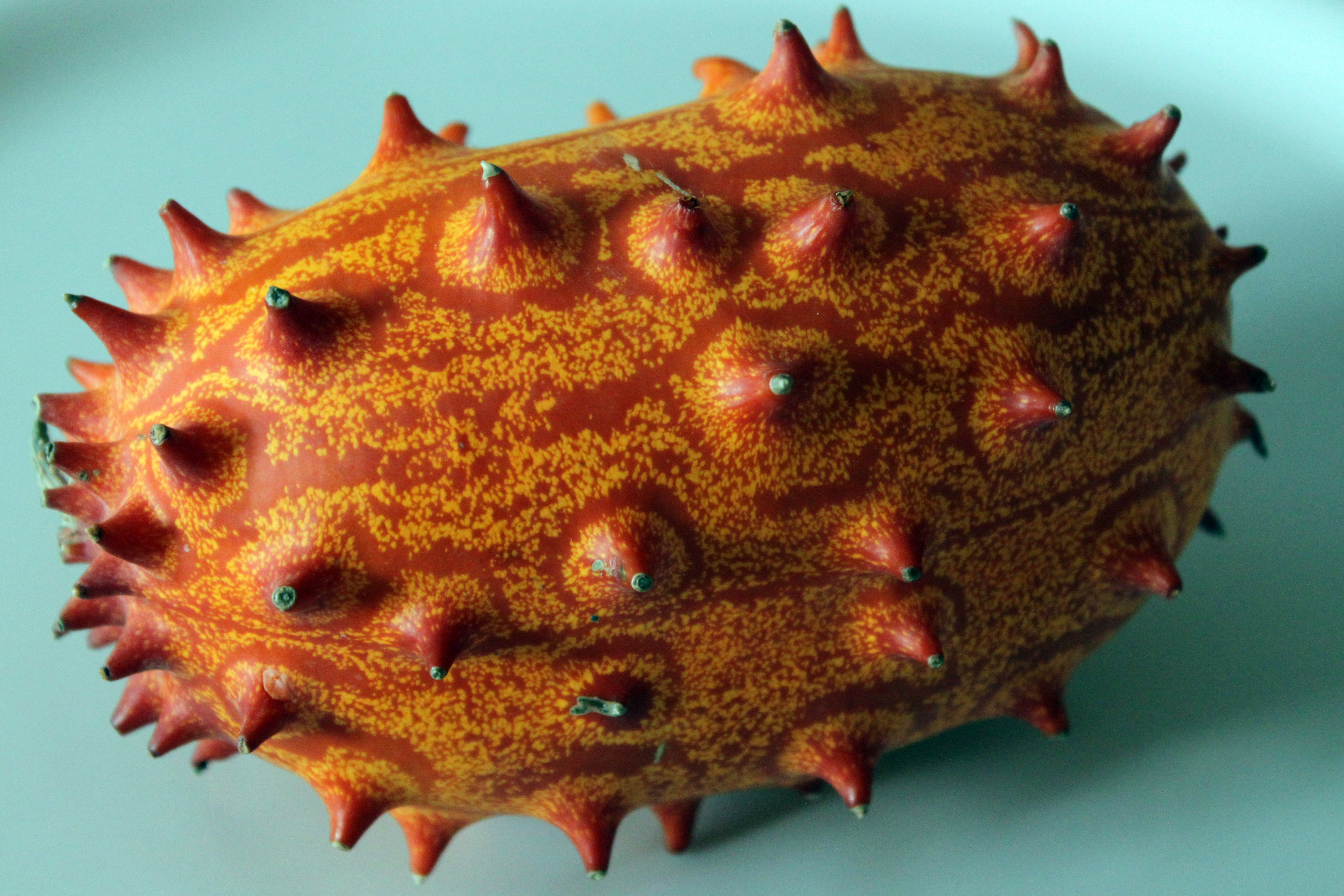
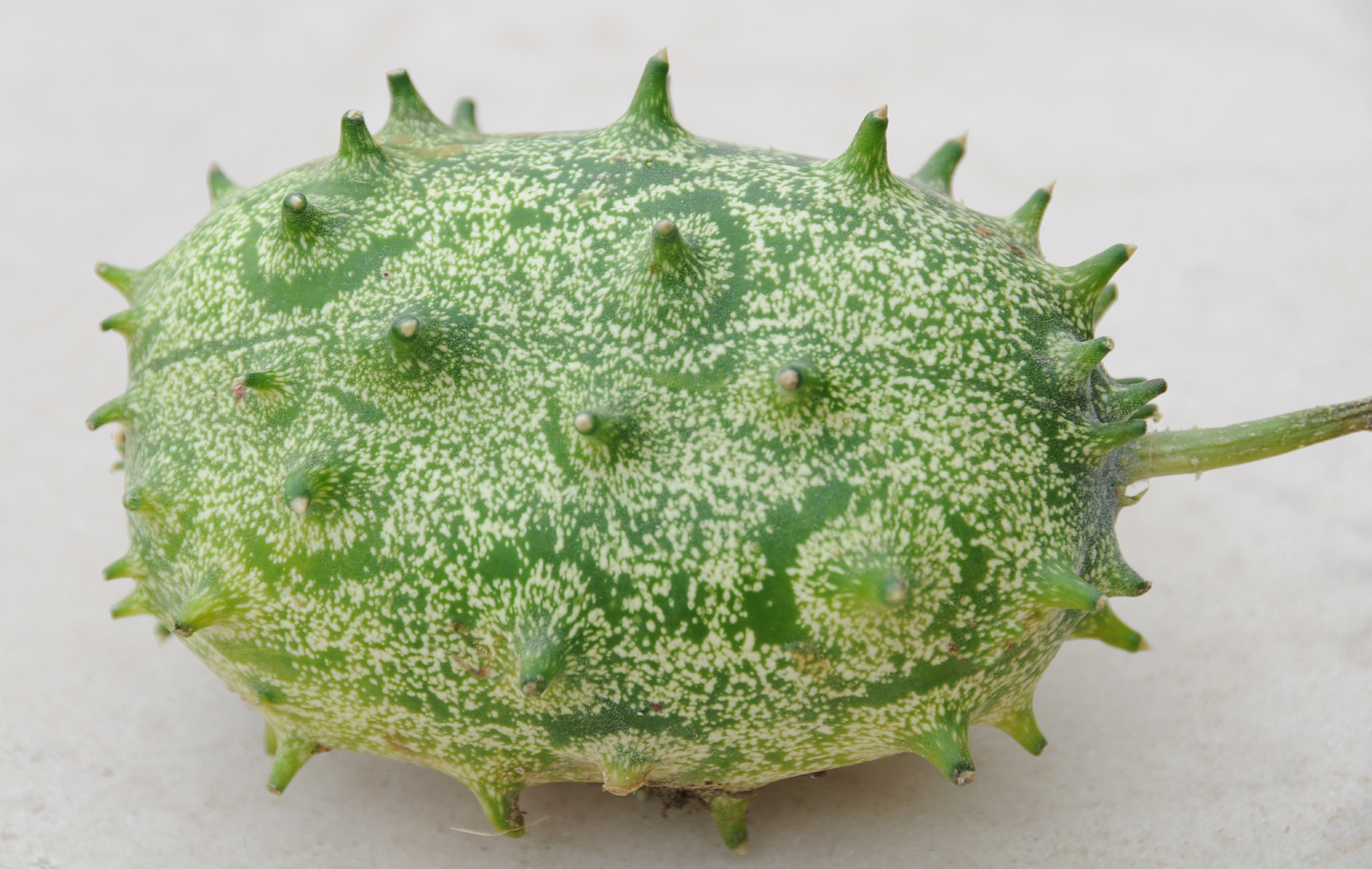
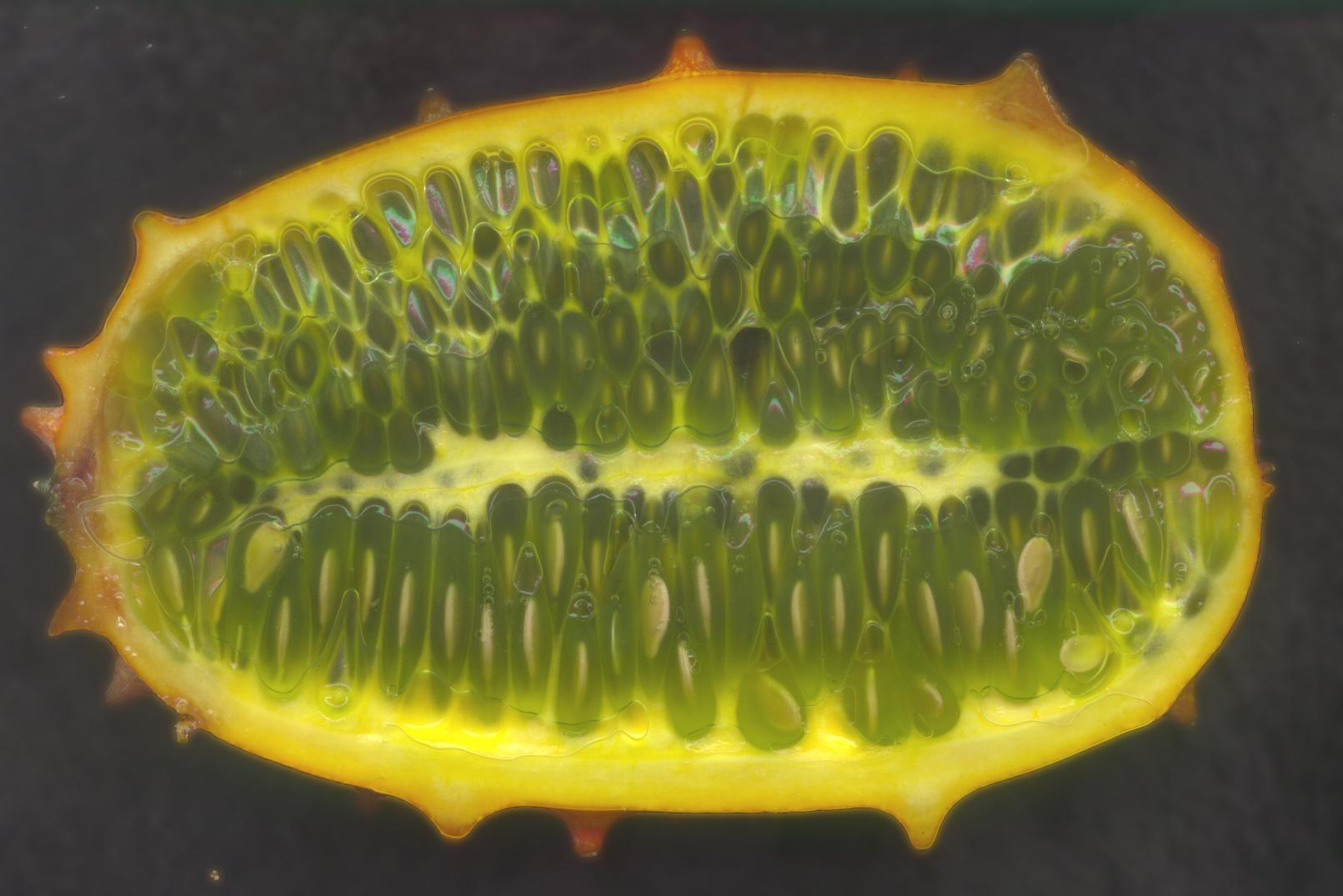
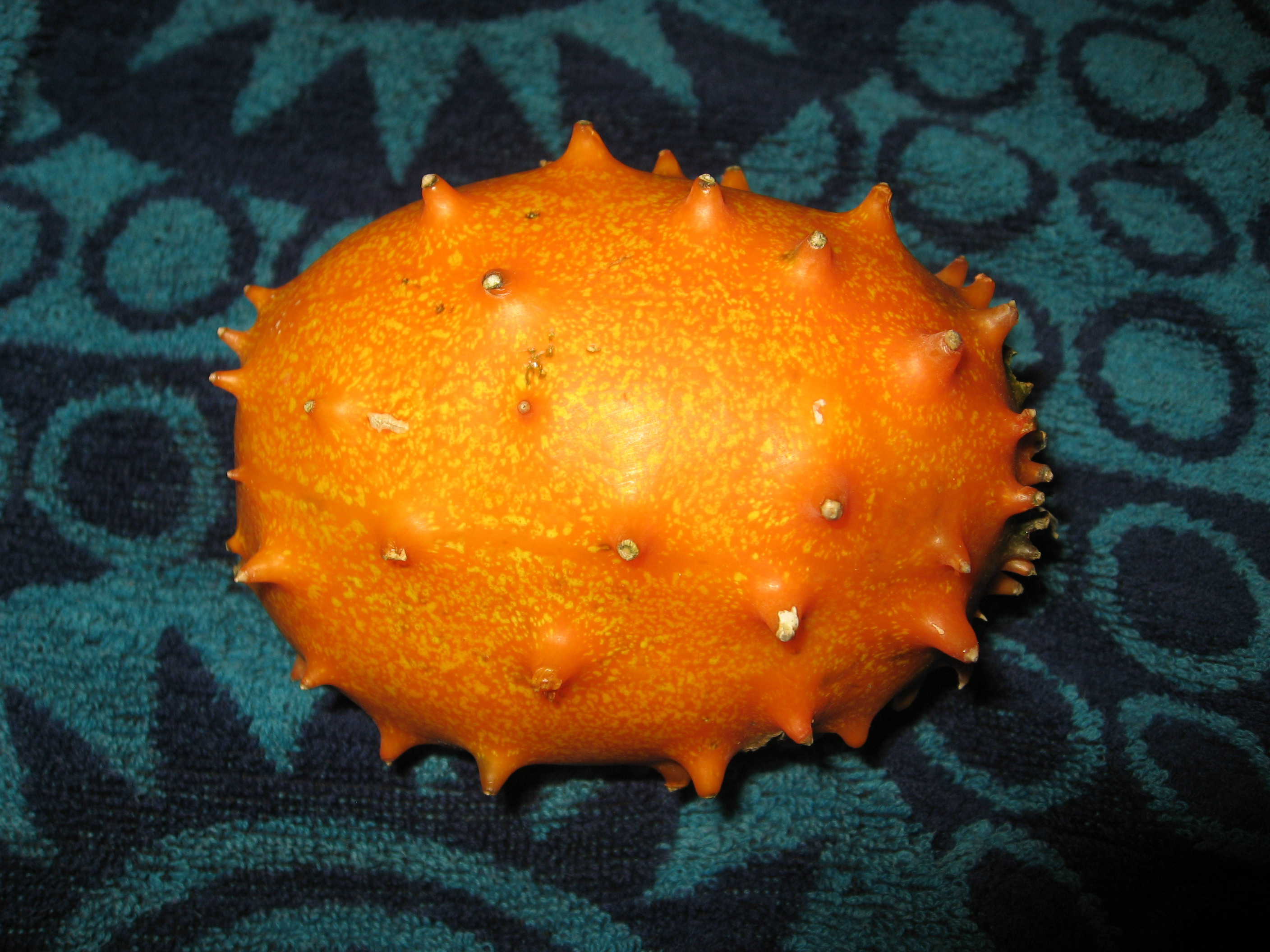